# Legione dei Super-Eroi (1958)
La versione del 1958 della Legione dei Super-Eroi è un gruppo di supereroi del 31º secolo dell'immaginario universo narrativo della DC Comics. La squadra è la prima incarnazione della Legione dei Super-Eroi, seguita poi dalle versioni del 1994 e del 2004. Questa versione comparve per la prima volta in Adventure Comics n. 247 (aprile 1958) e fu creata da Otto Binder e Al Plastino. Viene ritenuta l'incarnazione originale del gruppo di supereroi mentre quelle del 1994 e del 2004 sono delle versioni provenienti da realtà alternative.

## Storia editoriale

### Anni cinquanta e sessanta
Superboy era il protagonista della serie a fumetti Adventure Comics negli anni cinquanta; nel n. 247 (aprile 1958) lo scrittore Otto Binder e il disegnatore Al Plastino, fanno incontrare a Superboy tre ragazzi provenienti dal futuro, Lightning Lad, Saturn Girl e Cosmic Boy i quali, nel loro presente - il nel XXX secolo - avevano fondato un club chiamato la Legione dei Super-Eroi ispirandosi a Superboy e poi avevano viaggiato indietro nel tempo proprio per reclutarlo come membro. Nonostante fosse stata intesa come una storia unica conclusiva, il positivo riscontro dell'idea spinse a fra tornare il gruppo l'anno successivo nel n. 267 (dicembre 1959); in questa storia, Lightning Boy fu rinominato Lightning Lad, e i costumi furono resi simili a quelli del periodo Silver Age. Il successo dell'iniziativa portò ad altre storie col gruppo pubblicate, oltre che in Adventure Comics, anche in Action Comics e altre serie gestite da Mort Weisinger negli anni successivi. Il gruppo venne rinfoltito con nuovi personaggi come Chameleon Boy, Lyle Norg, Colossal Boy, Star Boy, Brainiac 5, Triplicate Girl, Shrinking Violet, Sun Boy, Bouncing Boy, Phantom Girl e Ultra Boy. Anche Supergirl fu reclutata come membro.
In Adventure Comics n. 300 (settembre 1962), ricevette una propria serie regolare, con il titolo Superboy in "Tales of the Legion of Super-Heroes" mentre condivise lo spazio con le storie individuali di Superboy per un paio di anni, riuscì infine a prenderne il posto all'interno della serie grazie alla crescente popolarità. Il personaggio di Lightning Lad venne poi ucciso in Adventure Comics n. 304 (gennaio 1963) e fu resuscitato nel n. 312 (settembre 1963).
Fu la serie di Adventure Comics che stabilì il funzionamento generale e l'ambientazione delle storie del gruppo, dove un club di ragazzi, si ritrovavano all'interno di un razzo spaziale giallo; la posizione del leader della squadra era a rotazione e ogni membro possedeva almeno un superpotere naturale che nessun altro membro possedeva; nonostante ciò, numerosi membri avevano poteri simili, come Superboy, Supergirl, Mon-El e Ultra Boy. Alcuni storie avevano elementi comici dove candidati con abilità bizzarre, inutili o pericolose provavano a entrare nella squadra inutilmente; cinque di questi candidati respinti finirono per formare la Legione degli Eroi Sostituti. La Legione aveva base sulla Terra e proteggeva un'organizzazione di umani e alieni chiamati i Pianeti Uniti. La regolare forza di polizia dei Pianeti Uniti era la Polizia Scientifica, e ogni storia era ambientata 1000 anni nel futuro dalla data di pubblicazione del fumetto.
In Adventure Comics n. 346 (luglio 1966), Jim Shooter, all'epoca quattordicenne, scrisse la sua prima storia del gruppo. Poco dopo, Shooter divenne lo scrittore regolare delle storie, con Curt Swan e poi Win Mortimer come illustratori. Fu Shooter a scrivere la storia in cui Ferro Lad perse la vita - la prima "vera" morte di un membro del gruppo (anche se Lightning Lad morì e fu resuscitato qualche tempo prima) - e introdusse molti altri caratteri destinati a durare come i Fatal Five, Shadow Lass, il Dark Circle, Mordru e la "Adult Legion", una ipotesi riguardante cosa sarebbe stata la Legione se i suoi membri fossero stati adulti. L'ultima storia del gruppo in Adventure Comics fu nel n. 380 (maggio 1969) quando fu rimpiazzata da Supergirl nel numero successivo.

### Anni settanta
I primi anni settanta videro la Legione relegata allo status di spalla e le storie furono prima spostate in Action Comics dal n. 377 al n. 392 (giugno 1969-settembre 1970) e poi, dopo il pensionamento di Mort Weisinger, la gestione passò a Murray Boltinoff che pubblicò le storie del gruppo in appendice alla serie dedicata al Superboy a partire dal n. 172 (marzo 1971), con gli scrittori E. Nelson Bridwell e Cary Bates e il disegnatore George Tuska. Dave Cockrum cominciò a illustrare la serie col n. 184 (aprile 1972), incrementando nuovamente la popolarità della squadra.
La prima serie intitolata al gruppo fu olo di Legione dei Super-Eroi fu una miniserie di quattro numeri pubblicata nel 1973 che riprese le storie della Legione pubblicate in Adventure Comics. Nello stesso anno la serie Superboy divenne Superboy starring the Legion of Super-Heroes con il n. 197 (agosto 1973). Realizzato da Bates e Cockrum, la realizzazione si dimostrò popolare e vide eventi particolari come il matrimonio di Bouncing Boy e Duo Damsel nel n. 200 (febbraio 1974). Cockrum fu rimpiazzato alle illustrazioni da Mike Grell dal n. 203 (agosto 1974) che presentò la morte di Lyle Norg. Con il n. 231 (settembre 1977), il titolo del fumetto cambiò ufficialmente in "Superboy and the Legion of Super-Heroes", serie di grande successo. La serie venne scritta per un lungo periodo da Paul Levitz e illustrata da James Sherman, anche se Gerry Conway fu uno scrittore frequente. Saturn Girl e Lightning Lad si sposarono in All-New Collector's Edition n. C-55 (1978), uno speciale molto raro e ricercato scritto da Levitz e illustrato da Grell. Negli albi dal n. 241 al n. 245 (luglio-dicembre 1978) Levitz e Sherman (e poi Joe Staton) produssero quella che all'epoca era la storia più ambiziosa della Legione: "Earthwar", una guerra galattica tra i Pianeti Uniti e i Khunds, con numerosi altri criminali in agguato sullo sfondo. Durante questo periodo, Karate Kid I comparve in uno spin-off omonimo ambientato nel XX secolo, che durò 15 numeri. Levitz lasciò la serie per essere rimpiazzato a tempo pieno da Gerry Conway.

### Anni ottanta
Superboy abbandonò il gruppo a causa di complotto ordito da alcuni criminali, e il fumetto fu semplicemente rinominato Legion of Super-Heroes dal n. 259 (gennaio 1980). Il curatore editoriale Jack C. Harris assunse Steve Ditko come disegnatore per numerosi numeri, una decisione che raccolse reazioni contrastanti dai lettori. Jimmy Janes divenne l'artista regolare in una lunga storia di Conway (e successivamente Roy Thomas) coinvolgente la sparizione di Ultra Boy nel corso di una missione e la sua lunga odissea per riunirsi alla squadra. Questa storia narrò il racconto del Legionario Reflecto (solo accennata durante le storie di "Adult Legion" in Adventure Comics), che compresero atti criminali di Time Trapper e Grimbor l'Incatenatore, e vide Superboy riunirsi alla squadra.
Paul Levitz ritornò a scrivere per la serie con il n. 284. Pat Broderick e Bruce Patterson la illustrò per un breve periodo prima che Keith Giffen si dedicasse alle matite con Patterson, e poi con Larry Mahlstedt, alle inchiostrature. Il team creativo ricevette una popolarità maggiore dopo la "Darkness Saga", che fu pubblicata nel n. 208, dal n. 290 al n. 294 e nello speciale annuale n. 3, e presentò un assalto di massa ai Pianeti Uniti da parte di Darkseid. Lo storico di fumetti Les Daniels osservò che «lavorando con l'artista Keith Giffen, Levitz completò la trasformazione di Legione in una saga fantascientifica di considerevole scopo e profondità». La serie celebrò il n. 300 (giugno 1983) rivisitando la storia "Adult Legion" attraverso una serie di brevi storie nei mondi paralleli illustrate da un numero di popolari artisti che avevano lavorato per la serie negli anni passati. La storia servì per liberare la continuità della Legione dopo gli editti di "Adult Legion" nei numeri precedenti. Lo stile di Giffen cambiò improvvisamente pochi numeri dopo, verso uno stile più scuro e da bozza iniziale ispirato dall'artista argentino José Muñoz. Una nuova serie, Legion of Super-Heroes (vol. 3) esordì nell'agosto 1984 mentre la serie esistente venne rinominata Tales of the Legion con il n. 314 continuando a essere pubblicata con nuovo materiale per un anno, per poi rincominciare a ospitare le ristampe delle storie dalla nuova serie esordita nel 1984 con il n. 326 e fino al numero finale, il n. 354 (dicembre 1987).
La nuova serie fu lanciata nell'agosto 1984 con una storia divisa in cinque parti con protagonista la Legione dei Supercriminali. Giffen lasciò nel mezzo della storia e venne rimpiazzato da Steve Lightle, che rimase a lavorare sulla serie per un anno. La storia di esordio vide la morte di Karate Kid nel n. 4 (novembre 1984). Levitz e Lightle co-crearono due nuovi membri, Tellus e Quislet, le cui inusuali sembianze contrastavano con le sembianze umanoidi degli altri membri. Greg LaRocque cominciò una lunga serie nel n. 16 (novembre 1985), includendo un crossover con il Superman "nuova versione" della miniserie di John Byrne nei n. 37 e 38. Il crossover fu il primo di numerosi tentativi da parte dei curatori editoriali della DC di spiegare le origini e il destino di Superboy e la sua storia con la Legione, alla luce delle revisioni all'Universo DC causate dalla Crisi sulle Terre infinite che aveva cancellato il periodo di Superman nelle vesti di Superboy dalla continuity. Nel crossover si rivelò che la Legione proveniva da un universo parallelo creato da Time Trapper. Questo crossover terminò con la morte di Superboy. La serie di Levitz terminò con il ritorno di Giffen e con una storia divisa in quattro parti, "The Magic Wars" concludendosi con il n. 63 (agosto 1989).

### Anni novanta
Giffen divenne lo scrittore e l'illustratore della quarta serie dedicata al gruppo, Legion of Super-Heroes (vol. 4), che esordì nel novembre 1989, con storie di Tom Bierbaum e Mary Bierbaum e con l'assistenza di Al Gordon. Cinque anni dopo la saga "The Magic Wars", i Pianeti Uniti divennero un luogo oscuro e la Legione era un ricordo lontano. Tuttavia, un gruppo di ex-membri del gruppo lavorarono per riformare la vecchia squadra in questo nuovo universo, in cui la Terra era governata da una razza aliena chiamata Dominatori. Poco dopo l'inizio di questa storia, la decisione fu quella di rimuovere retroattivamente Superboy dalla continuity del gruppo, lasciando in sospeso la questione di dove fosse arrivata l'ispirazione alla creazione del gruppo senza l'influenza di Superboy. La soluzione degli scrittori fu una retcon, ovvero un espediente narrativo in cui Mon-El ebbe un ruolo analogo, con numerosi altri retcon a seguire. Il n. 5 presentò una storia di un universo alternativo in cui ebbe luogo la ristrutturazione e Time Trapper fu rimpiazzato nella continuità da Glorith. Giffen mandò avanti le storie di molti numeri che culminarono con le storie di riempimento dei Bierbaum.
La storia migliore di questo periodo fu la scoperta dei Batch SW6 un gruppo di cloni della prima Legione, controparti dei loro giorni in Adventure Comics, creati dai Dominatori. La conclusione originale di Giffen per la storia fu che i cloni si sarebbero rivelati i veri Legionari originali, e che quelli di cui furono narrate le storie dagli anni cinquanta erano i cloni. Il programma segreto della Legione adulta sarebbe stato inserito, costringendoli a combattere la squadra più giovane e portando ad un combattimento fino alla morte in cui alcuni Legionari di entrambe le squadre sarebbero morti, e i loro nomi sarebbero stati scelti a caso da un cappello. Dopo di ciò, la squadra più antica avrebbe agito da Legione principale sulla Terra. La seconda conclusione di Giffen fu quella di far morire alcuni Legionari di entrambe le squadre mentre entrambe lavoravano fianco a fianco per liberare il mondo dai Dominatori. La Legione matura avrebbe difeso la Terra mentre la Legione più giovane avrebbe agito come ultima linea di difesa per i Pianeti Uniti come gli Omega Men.
Invece, fu lanciata una serie parallela, Legionnaires, con protagonista la Legione "SW6", le cui origini non furono risolte fino al crossover Ora Zero creato da una squadra di differenti scrittori. Legionnaires ebbe un tono più leggero dei fumetti della Legione originale, e fu scritto dai Bierbaum e illustrato da Chris Sprouse. Giffen lasciò lasciò il fumetto dopo una storia in cui ci fu la distruzione della Terra, e i Bierbaum continuarono a scrivere, sovrintendente il ritorno di numerosi personaggi classici. Quando i Bierbaum lasciarono la serie, lo scrittore Tom McCraw ne prese il posto e fece un mucchio di cambiamenti, come costringere numerosi Legionari sotto terra, cosa che per loro richiese nuove identità e costumi, e riportò indietro il Legionario Wildfire da lungo assente.
Nel 1994, gli editori della DC decisero che dopo 36 ore la continuità della Legione sarebbe dovuta essere interamente aggiornata. Come parte della compagnia presente in Ora Zero, la continuità originale della Legione giunse alla fine con Legione dei Super-Eroi vol. 4 n. 61 (settembre 1994).

### Post-Crisi Infinita (2007-2011)
Il crossover "The Lightning Saga" presente in Justice League of America (vol. 2) dal n. 8 al n. 10 e in Justice Society of America (vol. 3) nei n. 5 e 6 presentò il ritorno della versione originale di Star Boy (ora chiamato Starman), Dream Girl, Wildfire, Karate Kid, Timber Wolf, Sensor Girl, Dawnstar e Brainiac 5. Anche se ci furono numerose differenze tra la versione del gruppo originale e quella presente nella Lightning Saga, Geoff Johns affermò che questa incarnazione condivideva la stessa storia della Legione originale fino agli eventi di Crisi sulle Terre Infinite, in cui Clark Kent si unì al gruppo come Superboy prima di diventare Superman.
Questa versione comparve successivamente in "Superman e la Legione dei Super-Eroi" pubblicato in Action Comics dal n. 858 al n. 863 dove nell'anno 3008, il Sole della Terra divenne rosso e numerosi pretendenti alla carica di Legionari si misero insieme e formarono la Justice League of Earth sotto il comando di Earth Man, dopo aver affermato che Superman era in realtà un umano che ottenne i suoi poteri dalla "Madre Terra". Earth Man utilizzò quest'affermazione per tagliare la Terra fuori dai Pianeti Uniti e bandire tutti gli alieni dalla Terra, facendo così rifugiare numerosi Legionari nel sotto suolo. Con l'aiuto di Superman, la Legione riuscì a far tornare il Sole al suo stato normale e sconfisse Earth Man e la Justice League of Earth proprio nel momento in cui i Pianeti Uniti stavano per invadere la Terra.
Questa versione della Legione comparve di nuovo nella serie limitata del 2008 Crisi finale: la Legione dei 3 mondi, scritta da Geoff Johns e illustrata da George Pérez. La miniserie fece vedere l'alleanza della Legione post-Crisi infinita e Superman con le versioni del 1994 e del 2007 per combattere contro Superboy-Prime, la Legione dei Supercriminali e Time Trapper. Fu rivelato nella miniserie che la Legione del 1994 giungeva dalla Terra 247 (un omaggio alla prima comparsa della Legione in Adventure Comics n. 247), che fu distrutta in Crisi infinita, e che la Legione del 2007 arrivava dalla ricostruita Terra Prime. Geoff Johns affermò che l'intento della miniserie era di convalidare l'esistenza di tutte e tre le versioni della squadra mentre simultaneamente ricostituiva anche la continuità della Legione pre-Crisi. L'incorporazione di tutte e tre le squadre nel flusso principale della continuità della DC fu mostrata in Action Comics n. 864 (giugno 2008). Nella storia, Batman raccontò della battaglia della Justice League e della Justice Society of America al fianco della Legione originale al fine di sconfiggere Mordru, dell'assistenza della Legione del 1994 per distruggere il Mangiatore di Soli nel XX secolo, e il suo recente incontro con la terza versione.
Questa versione della Legione comparve nella seconda serie di Adventure Comics dal settembre 2009 all'ottobre 2011, le cui storie si concentrarono sull'Accademia della Legione dall'aprile 2011 in poi. Questa Legione ebbe un ruolo nella storia "Superman: Last Stand of New Krypton" nel 2010, dove gli eventi in corso della "Lightning Saga" si conclusero nella loro interezza. Fu pubblicata una nuova serie chiamata Legione dei Super-Eroi dal maggio 2010 all'agosto 2011, scritta da Paul Levitz e illustrata da Yildray Cinar, con protagonista la versione post-Crisi infinita della squadra.

### The New 52
La serie Legion of Super-Heroes (vol. 7) fu rilanciata nel settembre 2011 mentre venne chiusa la serie Adventure Comics, sostituita da Legion Lost. Mentre la serie omonima continuò le storie della squadra dalla serie precedente, Legion of Super-Heroes (vol. 6), Legion Lost vide protagonisti i personaggi Dawnstar, Timber Wolf, Tyroc, Tellus, Gates e Chameleon Girl, bloccati sulla Terra nel XXI secolo al fine di compiere una missione per salvare il futuro; tuttavia, sarebbero dovuti rimanere lì lo stesso per timore di aver contratto un virus che avrebbe potuto distruggere il XXXI secolo se vi fossero ritornati.